# Caeruleuptychia urania
Caeruleuptychia urania är en fjärilsart som beskrevs av Butler 1866. Caeruleuptychia urania ingår i släktet Caeruleuptychia och familjen praktfjärilar. Inga underarter finns listade i Catalogue of Life.